# Шевченка (Комарівська сільська громада)
Шевче́нка —  село в Україні,  Чернігівській області, Ніжинському районі. До 2016 орган місцевого самоврядування - Прохорівська сільська рада.

## Історія
12 червня 2020 року, відповідно до розпорядження Кабінету Міністрів України № 730-р «Про визначення адміністративних центрів та затвердження територій територіальних громад Чернігівської області», село увійшло до складу Борзнянської міської громади.
19 липня 2020 року, в результаті адміністративно-територіальної реформи та ліквідації Борзнянського району, увійшло до складу Ніжинського району Чернігівської області.

## Населення

### Мова
Розподіл населення за рідною мовою за даними перепису 2001 року:
| Мова       | Кількість | Відсоток |
| ---------- | --------- | -------- |
| українська | 169       | 99.41%   |
| російська  | 1         | 0.59%    |
| Усього     | 170       | 100%     |